# Pierre de Constantinople
Pierre (en grec : Πέτρος) fut patriarche de Constantinople du 1er juin 654 à sa mort en octobre 666. Il entre en fonction sous le co-règne de l'empereur Constant II et de son fils Constantin IV. Durant douze ans il occupe son poste et joue un rôle important dans la défense de la doctrine monothéliste puis du Typos.

## Problèmes religieux
Pierre de Constantinople commence sa fonction de patriarche dans un contexte religieux complexe. Depuis l'Ecthèse de Héraclius, en 638, le monothélisme est devenue la doctrine officielle de l'Empire byzantin. Cela suscite beaucoup de contestation, notamment de la papauté. Théodore Ier ne l'accepte pas et excommunie Paul II de Constantinople, alors patriarche. Face à cela, Constant II publie un édit sur la foi, le Typos, en septembre 648. Le but est de mettre fin à l'Ecthèse et résoudre le conflit monothéliste. Il interdit toute discussion sur le sujet sous peine de fouet et de bannissement.
Malgré cette interdiction, l'édit de Constant II est critiqué. Le nouveau pape Martin Ier proclame l'anathème contre le Typos et le monothélisme. Cela déplaît énormément à l'empereur. D'autant plus que ce pape a été élu sans l'accord de l'Empire, pratique courante depuis que les byzantins ont une influence importante sur Rome. Constant II ne reconnait pas l'autorité de Martin Ier et demande à l'exarque de Ravenne, le représentant de l'autorité byzantine en Italie, de faire accepter le Typos en Italie. C'est à Olympios d'assurer cette mission. Et si cela s'avère nécessaire, il doit faire arrêter le pape. Il considère que l'état d'esprit du peuple et de l'armée ne permettent pas d'accomplir l'arrestation. L'exarque échoue, et face à la pression populaire, il décide de s'allier à Martin Ier. À la mort d'Olympios, en 652, Constant II nomme Théodore Calliopas comme exarque de Ravenne. Ce dernier va faire arrêter Martin Ier et l'amène à Constantinople en tant que prisonnier  politique. L'arrestation a lieu dans la basilique du Latran le 15 juin 653. Le voyage de la péninsule italienne à Constantinople s'avère long et difficile. Et son emprisonnement de trois mois empire son état de santé. Son procès devant un tribunal civil devait le voir condammer à mort mais des religieux byzantins, telle que Pierre, s'y opposèrent car ils partagent la même foi. Il est finalement exilé en Crimée, à Cherson, où il meurt en 655. Pendant ce temps, le gouvernement byzantin choisit un nouveau pape. C'est Eugène Ier qui occupe cette fonction dès 654 jusqu'à sa mort.
Pierre de Constantinople assiste au procès d'un proche du pape Martin Ier, qui est moine et théologien byzantin opposés au monothélisme. Il s'agit de Maxime le Confesseur. Durant toute la durée du procès, le patriarche échange avec les apocrisiaires d'Eugène Ier. Ces derniers lui font part d'une doctrine qui pourrait régler le problème du Typos, ainsi que le débat sur la nature et la volonté du Christ. Pierre ne dévoile pas tout de suite cette communication avec les ambassadeurs pontificaux. Lorsque, durant le procès, Maxime apprend que les légats romains discutent avec le patriarche, et annonce que les romains ne pourront être unis avec les byzantins, que s'ils acceptent que le Seigneur a une volonté et une activité. Maxime est éxilé en 655 sur les rives de la Mer Noire, puis rappelé en 662 et torturé, avant d'être définitivement exilé. Il meurt le 13 août 662, à plus de quatre-vingts ans.
Les relations s'améliorent sous le règne du pape Vitalien, notamment avec des échanges de cadeaux. Durant cette période, Pierre de Constantinople est remplacé, après sa mort, par Thomas II de Constantinople en 667.